# Selección de rugby de Samoa
La selección de rugby de Samoa representa al país en las competiciones oficiales de rugby union. El equipo de Samoa es apodado Manu Samoa, el nombre de un antiguo jefe samoano. La Samoa Rugby Union es propiedad de las rugby unions afiliadas de Samoa. Antes del inicio de cada partido, al igual que las selecciones de Tonga, Fiyi y los All Blacks neozelandeses, los jugadores samoanos realizan una danza guerrera similar al haka maorí, denominada Siva Tau. 
Samoa fue anteriormente miembro de la Pacific Islands Rugby Alliance (PIRA) junto con las selecciones de Tonga y Fiyi. Estas tres selecciones se enfrentan anualmente en la Pacific Nations Cup; Samoa venció el certamen en 2010 y numerosas ediciones de su predecesor, el Tres Naciones del Pacífico.
Manu Samoa juega con uniforme azul y blanco. 
Aunque tiene un gran juego en formato de 15 jugadores (donde trasciende internacionalmente), se destaca principalmente en formato Seven (7 jugadores), alcanzando los primeros puestos en las últimas ediciones del Seven Internacional. Esto se debe a gran rapidez de sus jugadores para este formato del rugby.

## Historia
El rugby fue introducido en Samoa a principios de los años 1920 y se formó pronto un órgano administrativo. El primer partido internacional se jugó como Western Samoa ("Samoa Occidental") contra Fiyi en agosto de 1924. Junto con Tonga, estas naciones se encontrarían con regularidad y con el tiempo se disputarían competiciones como el Pacific Tri-Nations – con Western Samoa ganando el primero de ellos. Desde 1924 hasta 1997 Samoa fue conocida como Western Samoa en competición.
Samoa ha estado presente en todas las copas mundiales de rugby desde torneo de 1991. En aquel torneo, así como en la competición de 1995 llegaron a cuartos de final.
Con su nuevo entrenador, la leyenda neozelandesa Michael Jones (él mismo de ascendencia samoana e internacional por Samoa), Samoa compitió en la Copa Mundial de Rugby de 2007. Sin embargo, Samoa hizo una floja campaña en la Copa Mundial, ganando solo un partido y acabando el cuarto de su grupo. Jones domitió inmediatamente después de la Copa del Mundo.
Samoa mejoró su rendimiento en la Copa del Mundo de Rugby de 2011, ganando dos partidos por una cómoda diferencia, y perdiendo por poco con Sudáfrica y Gales.

## Estadísticas
Samoa tiene saldo positivo en sus enfrentamientos con Tonga y negativo con Fiyi. El tercer equipo con el que jugó mayor cantidad de partido es Japón, al que derrotó la gran mayoría de las veces. El equipo también logró victorias ante Australia, Escocia, Gales, Irlanda, Italia y Argentina.
A continuación, una tabla muestra el resultado de los test matches del equipo XV de Samoa hasta el 21 de septiembre de 2024.
| Oponente           | Jugados | Ganados | Perdidos | Empatados | % de victorias |
| ------------------ | ------- | ------- | -------- | --------- | -------------- |
| Alemania           | 3       | 3       | 0        | 0         | 100.0%         |
| Argentina          | 5       | 3       | 2        | 0         | 60.0%          |
| Australia          | 6       | 1       | 5        | 0         | 16.6%          |
| Bélgica            | 1       | 1       | 0        | 0         | 100.0%         |
| Canadá             | 6       | 6       | 0        | 0         | 100.0%         |
| Chile              | 1       | 1       | 0        | 0         | 100.0%         |
| Corea del Sur      | 1       | 1       | 0        | 0         | 100.0%         |
| Escocia            | 12      | 1       | 10       | 1         | 8.3%           |
| España             | 2       | 2       | 0        | 0         | 100.0%         |
| Estados Unidos     | 8       | 6       | 2        | 0         | 75.0%          |
| Fiyi               | 56      | 21      | 32       | 3         | 37.5%          |
| Fiyi XV            | 3       | 0       | 3        | 0         | 0.0%           |
| Francia            | 4       | 0       | 4        | 0         | 0.0%           |
| Gales              | 10      | 4       | 6        | 0         | 40.0%          |
| Georgia            | 6       | 2       | 3        | 1         | 33.3%          |
| Inglaterra         | 9       | 0       | 9        | 0         | 0.0%           |
| Irlanda            | 8       | 1       | 7        | 0         | 12.5%          |
| Islas Cook         | 3       | 3       | 0        | 0         | 100.0%         |
| Islas Salomón      | 1       | 1       | 0        | 0         | 100.0%         |
| Italia             | 9       | 6       | 3        | 0         | 66.6%          |
| Japón              | 19      | 12      | 7        | 0         | 63.1%          |
| Namibia            | 2       | 2       | 0        | 0         | 100.0%         |
| Nueva Zelanda      | 7       | 0       | 7        | 0         | 0.0%           |
| Papúa Nueva Guinea | 2       | 2       | 0        | 0         | 100.0%         |
| Rumania            | 3       | 1       | 2        | 0         | 33.3%          |
| Rusia              | 1       | 1       | 0        | 0         | 100.0%         |
| Sudáfrica          | 9       | 0       | 9        | 0         | 0.0%           |
| Tahití             | 1       | 1       | 0        | 0         | 100.0%         |
| Tonga              | 70      | 39      | 27       | 4         | 55.0%          |
| Uruguay            | 1       | 1       | 0        | 0         | 100.0%         |
| Total              | 269     | 122     | 138      | 9         | 45.35%         |

## Victorias destacadas
- Se consideran solo victorias ante naciones del Tier 1 ( participantes del Seis Naciones y del Rugby Championship).

| 6 de octubre de 1991 | Gales | 13 - 16 | Samoa | Cardiff Arms Park, Cardiff |  |

| 13 de octubre de 1991 | Argentina | 12 - 35 | Samoa | Sardis Road, Pontypridd |  |

| 25 de junio de 1994 | Samoa | 34 - 9 | Gales | Moamoa, Samoa |  |

| 27 de mayo de 1995 | Italia | 18 - 42 | Samoa | ABSA Stadium, East London |  |

| 30 de mayo de 1995 | Argentina | 26 - 32 | Samoa | ABSA Stadium, East London |  |

| 12 de noviembre de 1996 | Irlanda | 25 - 40 | Samoa | Lansdowne Road, Dublín |  |

| 14 de octubre de 1999 | Gales | 31 - 38 | Samoa | Millennium Stadium, Cardiff |  |

| 8 de julio de 2000 | Samoa | 43 - 24 | Italia | Apia Park, Apia |  |

| 24 de noviembre de 2001 | Italia | 9 - 17 | Samoa | Stadio Tommaso Fattori, L'Aquila |  |

| 3 de diciembre de 2005 | Argentina | 12 - 28 | Samoa | Buenos Aires, |  |

| 17 de julio de 2011 | Australia | 23 - 32 | Samoa | Stadium Australia, Sídney |  |

| 16 de noviembre de 2012 | Gales | 19 - 26 | Samoa | Millennium Stadium, Cardiff |  |

| 8 de junio de 2013 | Escocia | 17 - 27 | Samoa | Estadio Kings Park, Durban |  |

| 15 de junio de 2013 | Samoa | 39 - 10 | Italia | Mbombela Stadium, Nelspruit |  |

| 14 de junio de 2014 | Samoa | 15 - 0 | Italia | Apia Park, Apia |  |

| 5 de juLio de 2024 | Samoa | 33 - 25 | Italia | Apia Park, Apia |  |

## Selección actual
El 28 de agosto de 2023, Seilala Mapusua anunció los 33 jugadores para el equipo de la Copa Mundial de Rugby de 2023.
| Nombre                  | Posición       | Fecha de nacimiento      | Encuentros | Club                  |
| ----------------------- | -------------- | ------------------------ | ---------- | --------------------- |
| Seilala Lam             | hooker         | 18 de febrero de 1989    | 23         | Perpignan             |
| Sama Malolo             | hooker         | 19 de febrero de 1998    | 3          | San Diego Legion      |
| Luteru Tolai            | hooker         | 1 de junio de 1998       | 3          | Moana Pasifika        |
| Michael Ala'alatoa (c.) | pilar          | 28 de agosto de 1991     | 13         | Leinster Rugby        |
| Paul Alo-Emile          | pilar          | 22 de diciembre de 1991  | 21         | Stade Français        |
| Charlie Faumuina        | pilar          | 24 de diciembre de 1986  | 3          | Stade Toulousain      |
| James Lay               | pilar          | 16 de diciembre de 1993  | 12         | Blues                 |
| Jordan Lay              | pilar          | 5 de noviembre de 1992   | 26         | Blues                 |
| Brian Alainu'uese       | segunda línea  | 19 de marzo de 1994      | 5          | Rugby Club Toulonnais |
| Theo McFarland          | segunda línea  | 16 de octubre de 1995    | 7          | Saracens              |
| Sam Slade               | segunda línea  | 28 de agosto de 1997     | 4          | Moana Pasifika        |
| Chris Vui (c.)          | segunda línea  | 11 de febrero de 1993    | 25         | Bristol Bears         |
| So'otala Fa'aso'o       | ala            | 2 de octubre de 1994     | 1          | Perpignan             |
| Miracle Faiʻilagi       | ala            | 31 de agosto de 1999     | 3          | Moana Pasifika        |
| Fritz Lee               | ala            | 29 de agosto de 1988     | 7          | ASM Clermont Auvergne |
| Steve Luatua            | ala            | 29 de abril de 1991      | 24         | Bristol Bears         |
| Alamanda Motuga         | ala            | 11 de septiembre de 1995 | 5          | Moana Pasifika        |
| Taleni Seu              | ala            | 26 de diciembre de 1993  | 6          | Toyota Shuttles       |
| Jordan Taufua           | ala            | 29 de enero de 1992      | 6          | Lyon Olympique        |
| Ere Enari               | medio scrum    | 30 de mayo de 1997       | 7          | Moana Pasifika        |
| Melani Matavao          | medio scrum    | 19 de noviembre de 1995  | 13         | Lakapi Samoa          |
| Jonathan Taumateine     | medio scrum    | 28 de septiembre de 1998 | 11         | Moana Pasifika        |
| Christian Leali'ifano   | medio apertura | 24 de septiembre de 1987 | 3          | Moana Pasifika        |
| Lima Sopoaga            | medio apertura | 3 de febrero de 1991     | 1          | Shimizu Blue Sharks   |
| D'Angelo Leuila         | centro         | 18 de enero de 1997      | 18         | Moana Pasifika        |
| Tumua Manu              | centro         | 18 de abril de 1993      | 7          | Section Paloise       |
| Duncan Paia'aua         | centro         | 20 de enero de 1995      | 6          | Rugby Club Toulonnais |
| UJ Seuteni              | centro         | 9 de diciembre de 1993   | 12         | Stade Rochelais       |
| Nigel Ah Wong           | wing           | 30 de mayo de 1990       | 8          | Lakapi Samoa          |
| Ed Fidow                | Wing           | 11 de septiembre de 1993 | 19         | Rugby New York        |
| Neria Fomai             | wing           | 3 de febrero de 1992     | 8          | Moana Pasifika        |
| Ben Lam                 | wing           | 9 de junio de 1991       | 0          | Montpellier           |
| Danny Toala             | zaguero        | 26 de mayo de 1999       | 8          | Moana Pasifika        |

## Palmarés
- Pacific Nations Cup (4): 2010, 2012, 2014, 2022
- Tres Naciones del Pacífico 10 (7*):[5] 1982, 1983*, 1984*, 1985*, 1988*, 1990, 1991, 1992, 1993, 1994*, 1995*, 1996*, 1997, 1999, 2000, 2001, 2005
- Pacific Rim Championship (1): 2000
- Juegos del Pacífico (2): 1971, 1991

* Torneos compartidos.

## Participación en copas

### Copa del Mundo
| Año                | Fase             | Posición | PJ | PG | PE | PP | PF  | PC  |
| Nueva Zelanda 1987 | No participó     |          |    |    |    |    |     |     |
| Inglaterra 1991    | Cuartos de final | 7.º      | 4  | 2  | 0  | 2  | 60  | 62  |
| Sudáfrica 1995     | Cuartos de final | 7.º      | 4  | 2  | 0  | 2  | 110 | 130 |
| Gales 1999         | Playoff          | 11.º     | 4  | 2  | 0  | 2  | 117 | 107 |
| Australia 2003     | Primera fase     | 11.º     | 4  | 2  | 0  | 2  | 138 | 117 |
| Francia 2007       | Primera fase     | 14.º     | 4  | 1  | 0  | 3  | 69  | 143 |
| Nueva Zelanda 2011 | Primera fase     | 10.º     | 4  | 2  | 0  | 2  | 91  | 49  |
| Inglaterra 2015    | Primera fase     | 13.º     | 4  | 1  | 0  | 3  | 69  | 124 |
| Japón 2019         | Primera fase     | 14.°     | 4  | 1  | 0  | 3  | 58  | 128 |
| Francia 2023       | Primera fase     | 16.°     | 4  | 1  | 0  | 3  | 92  | 75  |
| Australia 2027     | Por clasificar   |          |    |    |    |    |     |     |
| Total              |                  | 10.º     | 34 | 14 | 0  | 20 | 789 | 850 |
| ------------------ | ---------------- | -------- | -- | -- | -- | -- | --- | --- |

| - Pacific Nations Cup 2006: 2.º puesto - Pacific Nations Cup 2007: 3.º puesto - Pacific Nations Cup 2008: 3.º puesto - Pacific Nations Cup 2009: 3.º puesto - Pacific Nations Cup 2010: Campeón - Pacific Nations Cup 2011: 3.º puesto - Pacific Nations Cup 2012: Campeón - Pacific Nations Cup 2013: no participó - Pacific Nations Cup 2014: 1.º puesto (GIP) - Pacific Nations Cup 2015: 2.º puesto - Pacific Nations Cup 2016: 2.º puesto - Pacific Nations Cup 2017: 3.º puesto (último) - Pacific Nations Cup 2018: 4.º puesto (último) - Pacific Nations Cup 2019: 4.º puesto - Pacific Nations Cup 2022: Campeón invicto - Pacific Nations Cup 2023: 2.º puesto - Pacific Nations Cup 2024: 3.º puesto - Pacific Nations Cup 2025: A disputarse | - Pacific Rim 1999: 2.º puesto - Pacific Rim 2000: Campeón - Pacific Rim 2001: 2.º puesto - Suva 1963: 3.º puesto - Papeete 1971: Campeón invicto - Suva 1979: Semifinalista - Apia 1983: 2.º puesto - Port Moresby 1991: Campeón - Lions Year 2013: 2.º puesto |